# Дзеркальна теорія кіномистецтва З. Кракауера

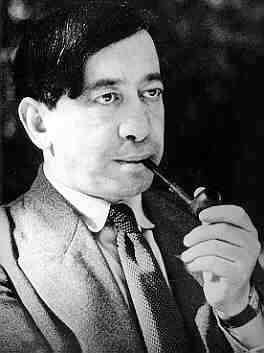
Зігфрід Кракауер

Дзеркальна теорія кіномистецтва З. Кракауера — теорія, представлена німецьким кінотеоретиком та соціологом культури, Зигфрідом Кракауером.

## Опис теорії
За Кракауера теорія звучить так: «при відображенні фізичного буття фільми показують реальність в її тимчасовій еволюції, і це здійснюється за допомогою прийомів кінематографічної техніки і майстерності».
За своєю суттю поле діяльності кінокамери є необмеженим — це видимий, що тягнеться у всіх напрямках, світ. При цьому в межах даного світу існують певні об'єкти і теми, які можна назвати «кінематографічнішими», оскільки вони немов би самі просяться на екран. Виразні засоби кіно начебто призначені для їх показу і немов намагаються виконати своє призначення. Зрозуміло, будь-яке відкриття за допомогою кінематографа зв'язується з реєстрацією об'єкта на плівці, проте сама реєстрація не обов'язково виявляє щось нове. Принаймні дві групи самих звичайних явищ видимого світу немов би самі просяться на екран. До однієї з них зрозуміло відносяться всі види руху, кінематографічні хоча б тому, що їх здатна відтворити тільки кінокамера.
З. Кракауер зазначав, що кіно як «дзеркало» володіє відбивною здатністю психологічної властивості. Вихідною основою реконструювання за фільмами реалій суспільства послужили концепції масової психології та психоаналізу. Він так само стверджував: «Якщо ми на мить відкинемо наші свідомі переконання, ідейні цілі, надзвичайні обставини і т. п., то у нас все ж залишаються прикрощі та радості, сварки і свята, потреби й прагнення, якими відзначено наше повсякденне життя. Породжені звичками і мікроскопічно малими впливами, вони утворюють еластичну тканину, що повільно змінюється і здатну витримати війни, епідемії, землетруси, революції… Ось цю тканину повсякденного життя… зазвичай досліджують фільми».
Як «дзеркало» кіно не змогло б привернути серйозну увагу 3. Кракауера, якби відображена в ньому «тканина повсякденного життя» не була, на його думку, впливовою силою історичного процесу. Але саме такою уявляв її теоретик, і, як він вважав, за фільмами — «останкам» німецької історії в період між закінченням першої світової війни і приходом Гітлера до влади її можна було реконструювати кінознавцю-«археологу». «Не бракує в дослідженнях політичної, соціальної, економічної та культурної історії великих націй, — зазначає 3. Кракауер. — Я лише хочу додати до цих відомих типам дослідження психологічну історію».

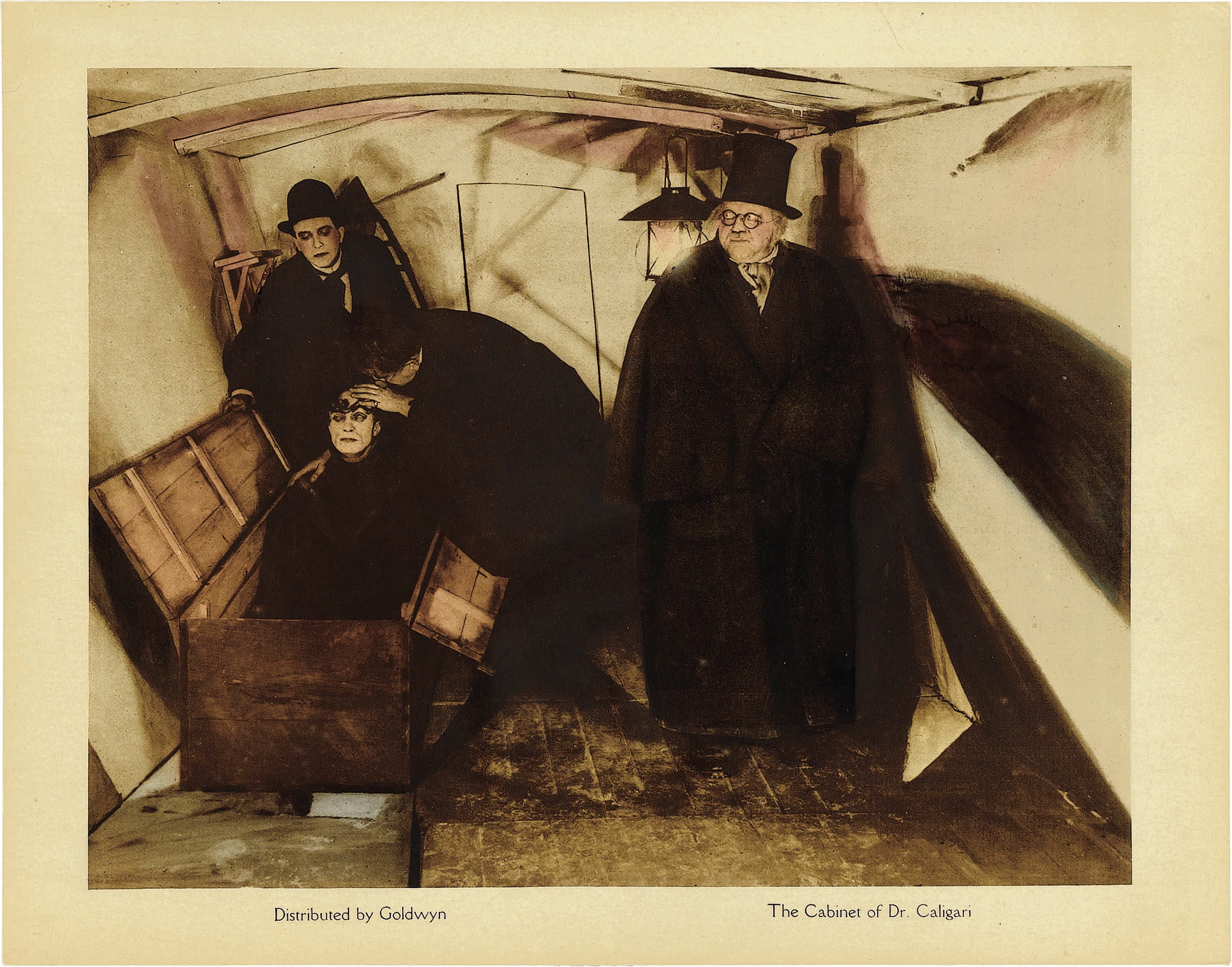
Кадри із фільму «Кабінет доктора Калігарі», який віддзеркалював психологічні настрої німців після Першої світової війни

Колективну ментальність, яка віддзеркалювалась у кіно 3. Кракауер розглядав виходячи з уявлень про виняткову роль, яку може грати психологічний фактор на поворотах історичного часу. Він погоджувався з тим, що у взаємозв'язку рушійних факторів історичного процесу психологічний стан нації є скоріше наслідком об'єктивних обставин, включаючи економічні та соціальні, ніж їх причинами. Але «слідство у будь-який час може мимоволі стати причиною. Незважаючи на свій похідний характер, психологічні тенденції часто знаходять незалежне життя і з факторів, автоматично змінюються під впливом вічно змінюваних обставин, самі стають головними тягачами історичної еволюції».
Кіно З. Кракауер розглядає як продукт кінематографічного процесу в цілому, тобто йому бачиться і участь публіки в його створенні, коли мова йде про комерційне кіно: «Навіть нацистські військові фільми, це найчистішої води пропагандистська продукція, відбивали деякі особливості національної психології. Те, що справедливо по відношенню до пропагандистської продукції, ще краще додається до комерційних фільмів».
Завдяки схоплюванню кінокамерою конкретних картин зримого світу, використанню монтажу та інших кінематографічних прийомів, кристалізації єдиної творчої установки в результаті злагодженої роботи безлічі професіоналів, що вважаються до того ж із запитами масової публіки, фільм вбирає в себе психологічні настрої, страхи і надії, що криються в колективній підсвідомості. І якщо в різних фільмах постійно повторюються одні й ті ж образотворчі і сюжетні мотиви, повторюється, зокрема, тема тиранії, то це — свідчення внутрішніх спонукань народу, соціально-психологічних моделей поведінки.

## Послідовники З.Кракауера
Думки Кракауера про те, що саме в кінематографі (а пізніше — в телебаченні) ясніше всього знаходять своє вираження «приховані потоки колективної підсвідомості» знаходять відображення і в капітальній праці соціолога Д. Прокопа «Соціологія фільму».
Д. Прокоп також зазначає, що «особливість екранного відтворення реальності склалася історично». Якщо розглядати фільм як психологічний феномен, то дана особливість зберігає своє значення і до наших днів. «При цьому рекреативна функція кіномистецтва прямо співвідноситься з даними психоаналізу, які підводять дослідника до визнання тісного зв'язку описаного властивості екрану з потребою людини в позбавленні від нав'язливих фантомів, що оволодівають ними. З іншого боку, дане положення є правильним і у відношеннях екрану до ідеологічної та економічної царин, де також досить часто дають про себе знати примарні фантастичні образи».